# Ihor Chervynskyy
Ihor Volodymyrovych Chervynskyy, né le 16 décembre 1981 à Kharkiv, est un nageur ukrainien, spécialiste de nage libre.
Lors des championnats du monde de 2003, il remporte une médaille de bronze sur 800 m et d'argent sur 1 500 m.